# Gabe Saporta
Gabe Eduardo Saporta (ur. 11 października 1979 w Montevideo, Urugwaj) - od 2005 roku lider i wokalista zespołu Cobra Starship.
Od czwartego roku życia mieszka w Stanach Zjednoczonych. Grał i śpiewał w zespołach Midtown i Humble Beginnings. 
Razem z Williamem Beckettem (The Academy Is...), Travisem McCoy (Gym Class Heroes) i Mają Ivarsson (The Sounds) nagrał piosenkę "Bring It (Snakes on a Plane)", która znalazła się na ścieżce dźwiękowej filmu Węże w samolocie.